# NGC 1597
NGC 1597 (również PGC 15374) – galaktyka eliptyczna (E-S0), znajdująca się w gwiazdozbiorze Erydanu. Odkrył ją 31 grudnia 1885 roku Ormond Stone.